# Giovanni Battista de Cesare
Giovanni Battista de Cesare es un hispanista italiano del siglo XX.

## Biografía
Es profesor desde 1976 de la Universidad de Estudios de Nápoles "La Oriental", de cuyo Departamento de Estudios Literarios y Científicos de Occidente fue director entre 1983 y 1989. Presidió la Facultad de Lenguas y Literaturas Extranjeras de la UNO entre 1997 y 2001 y desde 2002 es presidente del Centro Interdepartamental de Servicios Lingüísticos y Audiovisuales de la misma. Fue también presidente del comité científico del Istituto Sui Rapporti Italo-Iberici de Cagliari (C.N.R) y director de la revista académica Annali dell'Istituto Universitario Orientale, sección románica. Es miembro de diversos comités científicos de revistas de filología iberística e hispánica y miembro correspondiente de la Academia Venezolana de la Lengua.
Aunque es autor de unas Nozioni di Storia della Lingua e di Grammatica Storica Spagnola (1986) y de una Storia e testi della letteratura spagnola medioevale (1986), su campo preferido viene a ser la literatura comparada y realizó un par de ediciones críticas: una bilingüe de El rufián dichoso de Miguel de Cervantes (Napoli, Liguori, 1997) y otra del Libro de Apolonio, un texto del mester de clerecía del siglo XIII (1974). Asimismo investigó la participación de italianos del sur en diversos aspectos de los viajes colombinos, se interesó por la novela de dictador hispanoamericano y su origen en Valle-Inclán y publicó diversos estudios, artículos y monografías sobre autores contemporáneos como Juan Ramón Jiménez, Antonio Machado, Federico García Lorca, Miguel Ángel Asturias, Vicente Gerbasi y Pablo Neruda, entre otros.